# Savo Brkić
Savo Brković, črnogorski revolucionar politik, narodni heroj * 9. maj ali 16. junij 1906, Velje Brdo pri Podgorici † 9. oktober 1991, Podgorica.

## Življenjepis
Leta 1924 je postal član KPJ in leta 1927 je pričel študirati na beograjski Pravni fakulteti. 
1939 je postal sekretar začasnega pokrajinskega komiteja KPJ za Črno Goro, Boko, Sandžak, Kosovo in Metohijo, 1940-41 je vodil Vojno komisijo pri PK KPJ. 
Med vojno je bil politični komisar v več enotah NOV in POJ.
Po vojni je vstopil v politiko: med drugim je bil načelnik OZN-e za Črno Goro, minister za notranje zadeve Črne Gore, predsednik Zveze borce v tej republiki, pospredsednik izvršnega sveta Narodne skupščine LR Črne gore, IK CK ZK ČG, član revizijske komisije ZKJ in član Sveta federacije SFRJ.

## Odlikovanja
- Red narodnega heroja (1953)
- Red ljudske osvoboditve
- Red zaslug za ljudstvo